# Gu Ruochen
Gu Ruochen (chinesisch 顧若辰 / 顾若辰, Pinyin Gù Ruòchén; * 3. Januar 1994) ist eine chinesische Tischtennisspielerin. Sie gewann mehrere Medaillen bei Jugend-Weltmeisterschaften.

## Turnierergebnisse
| Verband | Veranstaltung             | Jahr | Ort       | Land | Einzel        | Doppel        | Mixed         | Team |
| ------- | ------------------------- | ---- | --------- | ---- | ------------- | ------------- | ------------- | ---- |
| CHN     | Challenge Series          | 2019 | Pjöngjang | PRK  | letzte 16     |               | Viertelfinale |      |
| CHN     | World Tour                | 2017 | Linz      | AUT  | Halbfinale    |               |               |      |
| CHN     | World Tour                | 2017 | Olmütz    | CZE  | letzte 16     | Viertelfinale |               |      |
| CHN     | World Tour                | 2015 | Bremen    | GER  | Halbfinale    | letzte 16     |               |      |
| CHN     | World Tour                | 2013 | Stockholm | SWE  | Viertelfinale | letzte 16     |               |      |
| CHN     | Jugend-Asienmeisterschaft | 2012 | Jiangyin  | CHN  | Viertelfinale |               |               | 1    |
| CHN     | Jugend-Asienmeisterschaft | 2011 | Neu-Delhi | IND  | Qual.         |               |               |      |
| CHN     | Jugend-Weltmeisterschaft  | 2012 | Hyderabad | IND  | Halbfinale    | Silber        | Silber        | 1    |
| CHN     | Jugend-Weltmeisterschaft  | 2011 | Manama    | BRN  | Halbfinale    | Silber        | Halbfinale    |      |
| CHN     | World Junior Circuit      | 2012 | Taicang   | CHN  | Silber        |               |               | 1    |
| CHN     | World Junior Circuit      | 2011 | Hongkong  | HKG  | Gold          | Halbfinale    |               | 1    |